# Helmingham Hall
Helmingham Hall je zámek obklopen vodním příkopem (vodní zámek) v Helminghamu, hrabství Suffolk, Anglie.

## Historie
Založil jej John Tollemache v roce 1480 a od té doby je majetkem rodiny Tollemache. Dům je postaven kolem nádvoří v typickém pozdně středověkém Tudorském stylu. Dům je zařazen na seznamu národního dědictví pro Anglii a jeho park a oficiální zahrady jsou zařazeny do seznamu historických parků a zahrad Anglie.
Současný Helmingham Hall byl postaven v roce 1510 na místě bývalého panského sídla nazývaného Creke Hall. Byl přestavěn v letech 1745–1760, znovu v roce 1800 Johnem Nashem a v roce 1840. Původně částečně dřevěné obložené stěny byly pokryty zdivem a dlaždicemi. Dům je obklopen příkopem širokým 60 stop, nad nímž jsou pouze dva padací mosty, které byly od roku 1510 každou noc vytahovány. Původně byly provozovány pomocí ručního rumpálu, avšak v posledních letech byl ruční pohon nahrazen elektromotorem.
Dům není veřejnosti přístupný a Helmingham je nejvíce známý svými krásnými zahradami, které jsou zpřístupněny veřejnosti. Jedná se o poloformální smíšenou zahradu, růžovou zahradu, uzlovou zahradu, parterem a sadem. Za zahradou se nachází park o rozloze 1,6 km2 se stády jelení a daňčí zvěře. Kostel Panny Marie na okraji parku je od středověku spojen s rodinou Tollemache.
Vedle domu a zahrad jsou další hospodářské budovy a stavby.

## Zahrady
Zahrady byly navrženy architektkou Lady Tollemache. V roce 1987 byl vytvořen parter a v roce 1982 růžová zahrada.
Na západní straně oddělen vodním příkopem se nachází parter, který je tvořen pravidelnými geometrickými obrazci z nízko stříhaných stále zelených rostlin. Uprostřed v kruhových ploch jsou na krychlových podstavcích umístěny kamenné vázy, které jsou osázeny včetně kruhového prostoru sezonními květinami.
Za parterem se nachází smíšená zahrada, která je obklopena vodním příkopem a vysokou cihlovou zdí. Podél zdi jsou vysázeny pnoucí růže. Zahrada je rozdělena na užitkovou (kuchyňskou) část a květinovou. Vně cihlové zdi (jižní strana) je osázena pivoňkami.
Na východní straně zámku je za parterem umístěná uzlová zahrada z roku 1982. Ve čtvercových záhonech jsou vytvořeny dva uzlové vzory doplněné vysazenými bylinami.
Za uzlovou zahradou je na dvou obdélníkových plochách umístěna růžová zahrada s Rosa Mundi a Rosa Fairy. Záhony jsou doplněny dalšími odrůdami růží, trvalkami a sezonní výsadbou květin.

## Poklady Helminghamu
Tollemache z Helminghamu vlastní jeden z dvou anglických orofarionských viol. Nástroj pochází z roku 1580 a nese řemeslnou značku John Rose, anglického violisty z 16. století. Ze čtyř viol John Rose, které se dochovaly, je jedinou v soukromých rukou. Předpokládá se, že byla zhotovena pro královnu Alžbětu I., která jí předala Tollemache během jedné z jejích návštěv v Suffolku.
Tollemache loutnový manuscript byl získán z kolekcí Helmingham Hall a prodán Sotheby's v roce 1965 Robertu Spencerovi. Manuscript napsal Henry Sampson.

## V médiích
V květnu 2018 byla hala místem konání BBC One's Antiques Roadshow.

## Galerie

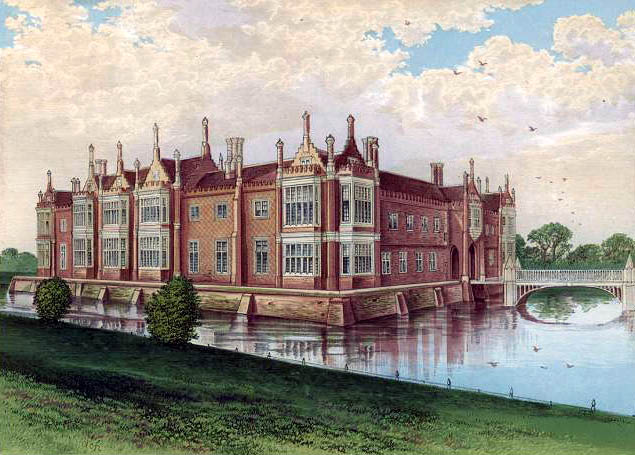
Helmingham Hall v roce 1880
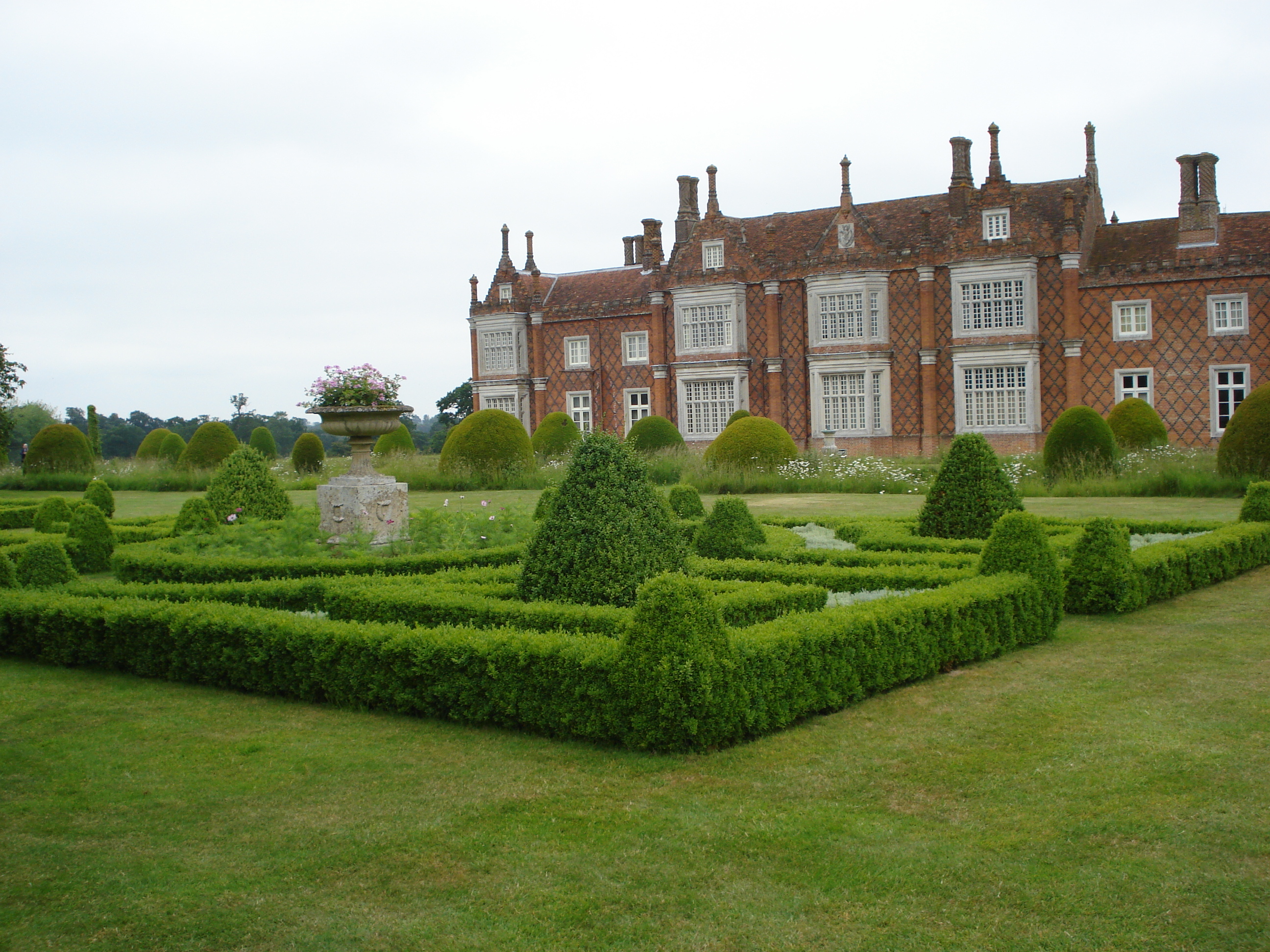
Parter na západní straně zámku
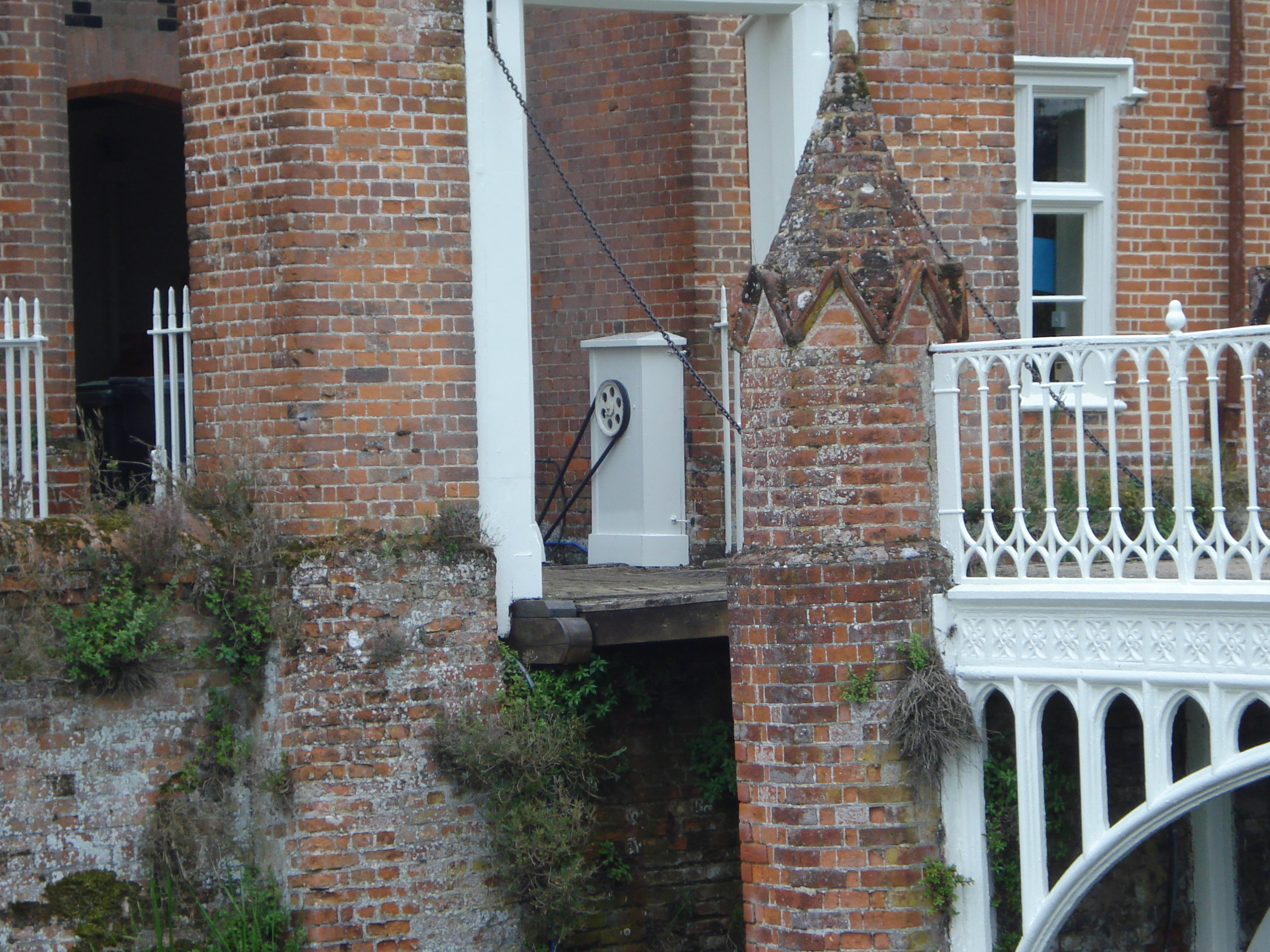
Mechanismus padacího mostu (pěší most)
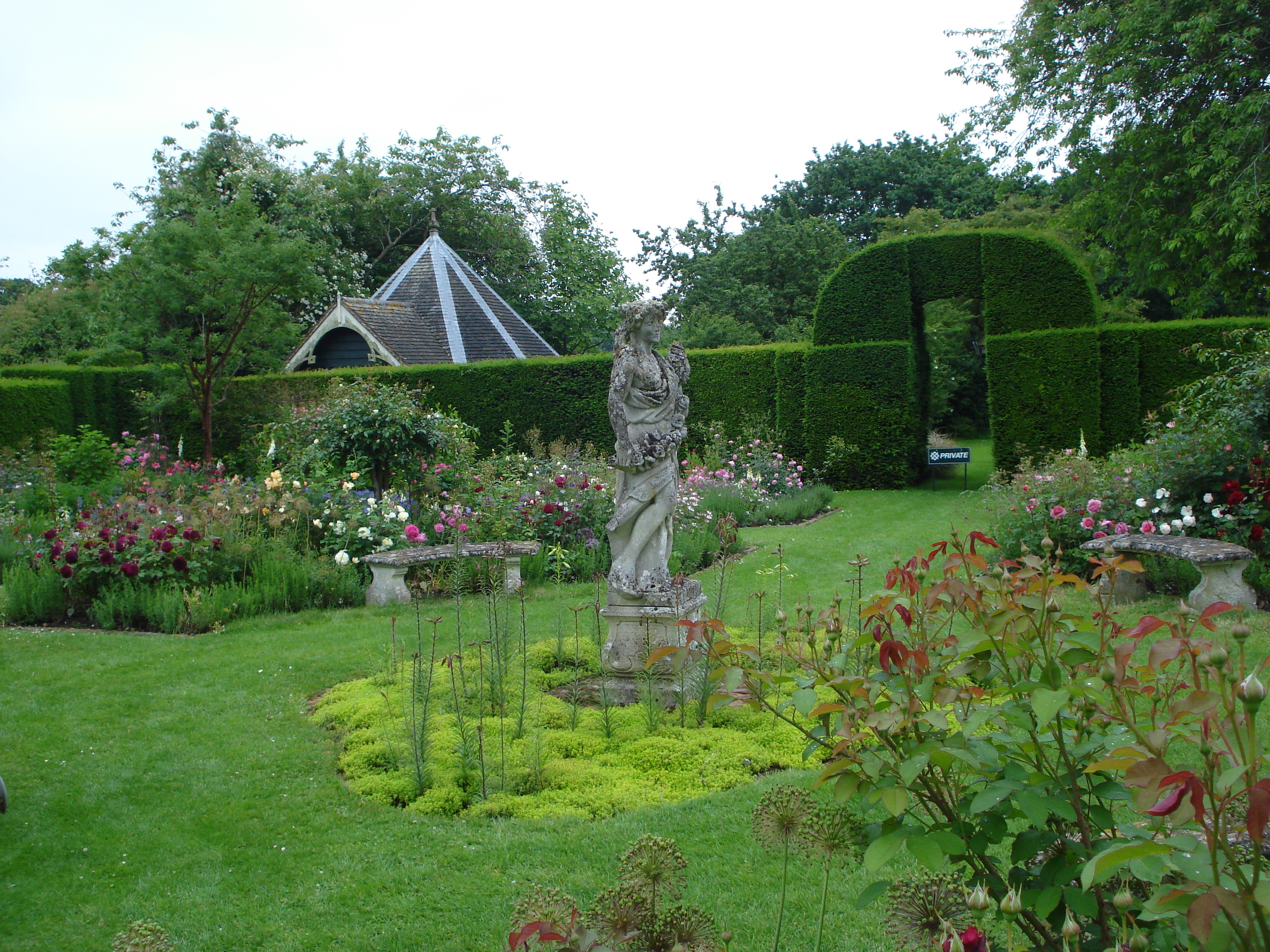
Růžová zahrada
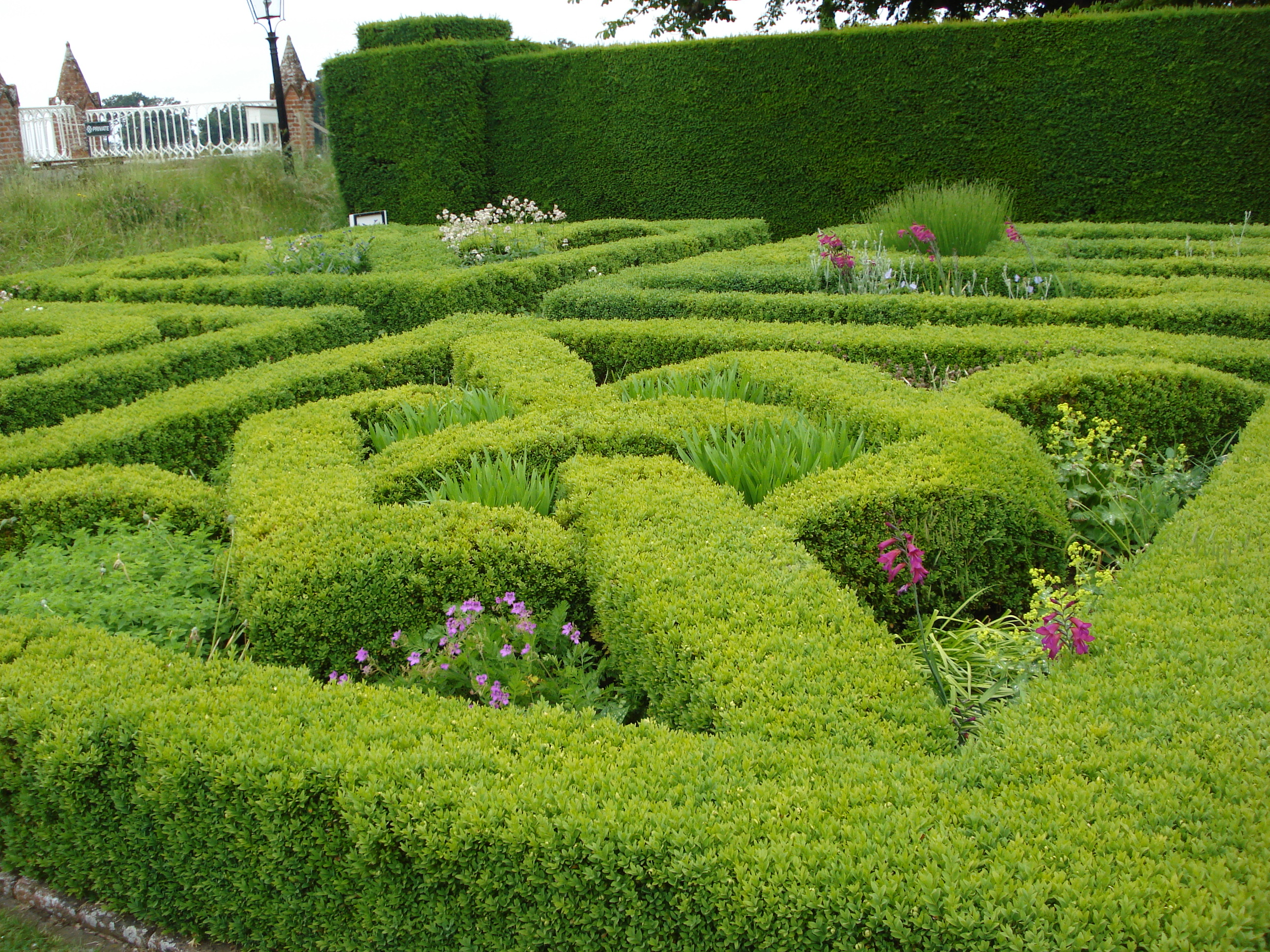
Uzlová zahrada
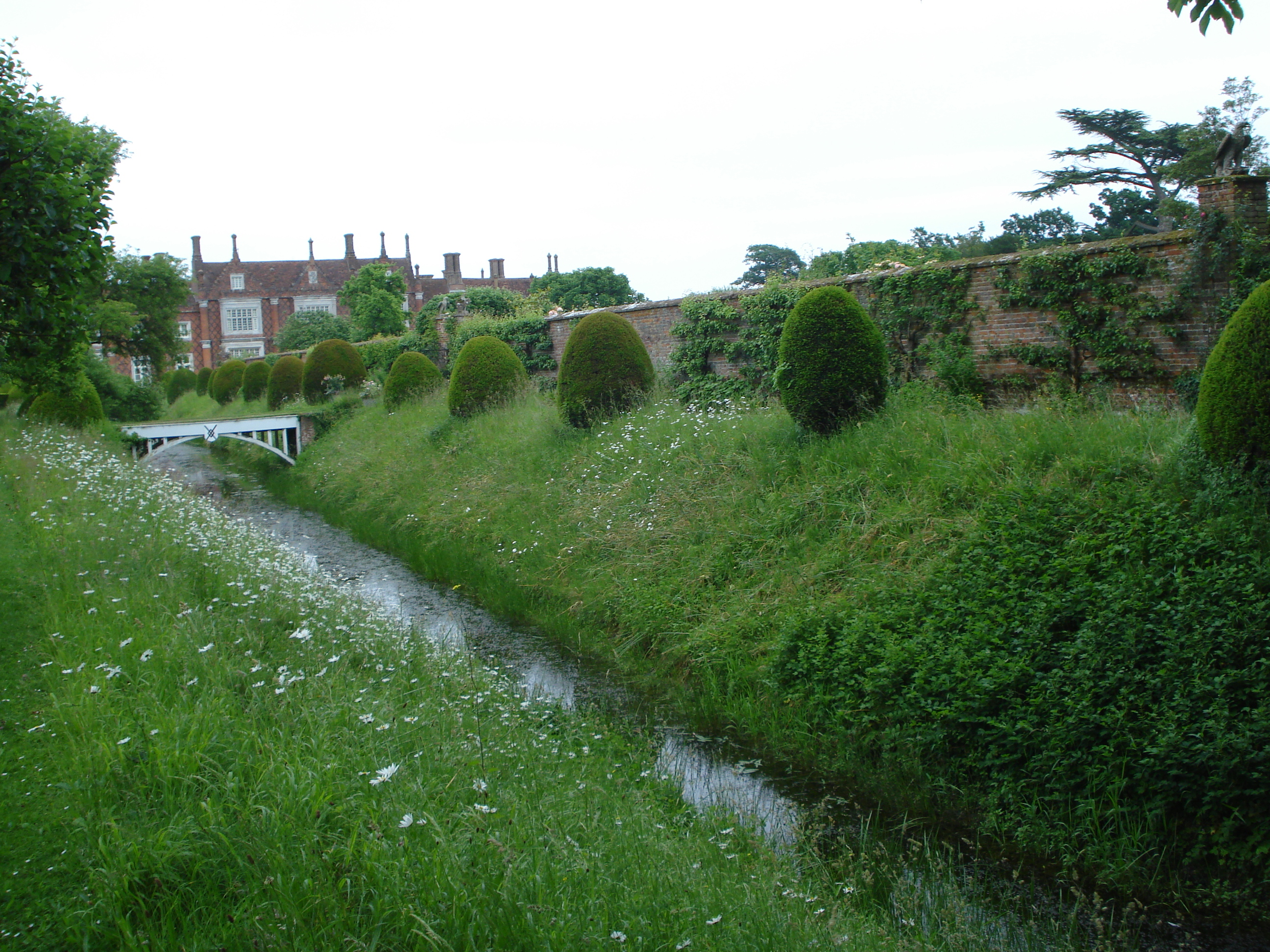
Vodní příkop kolem smíšené zahrady
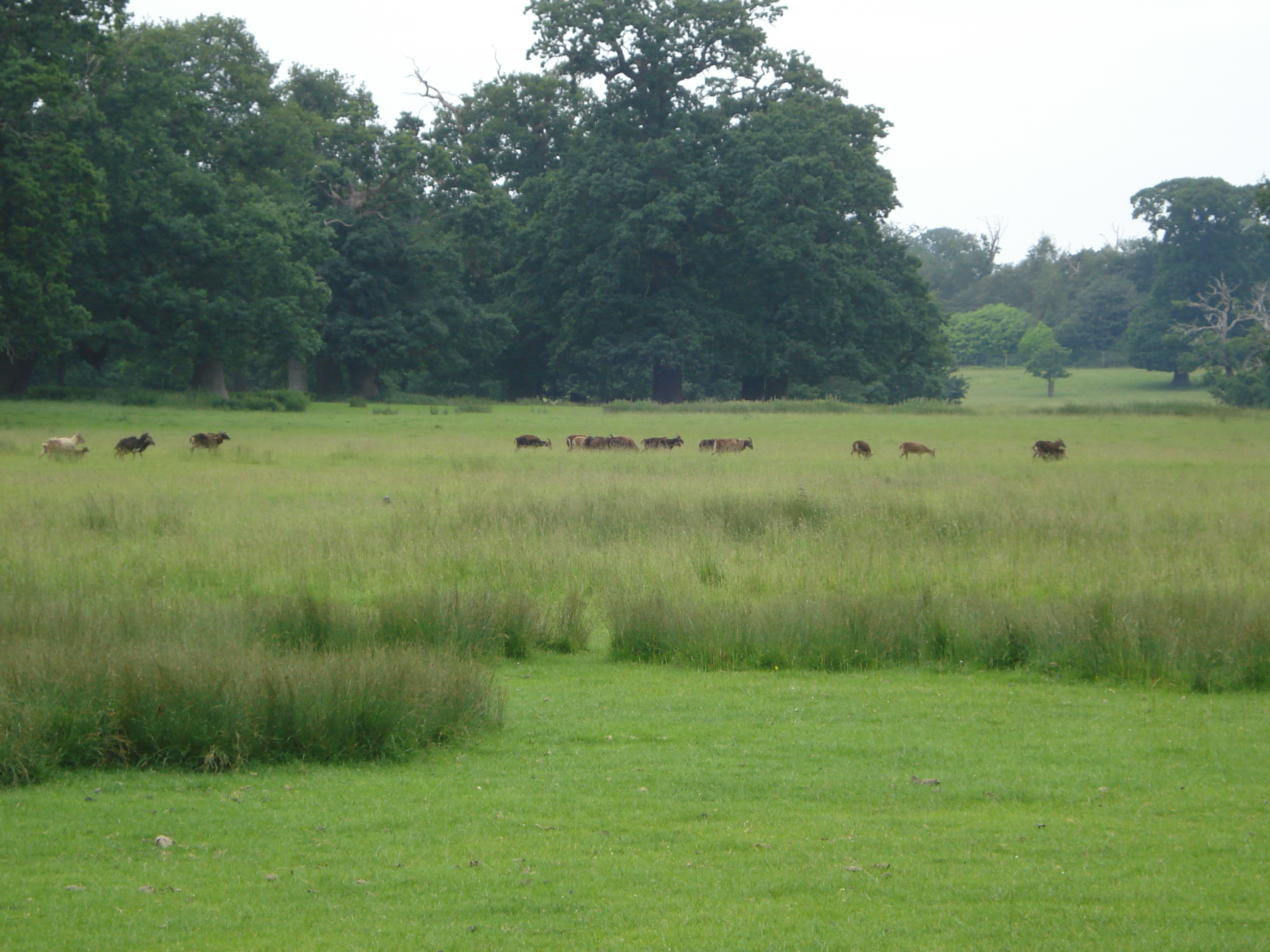
Park
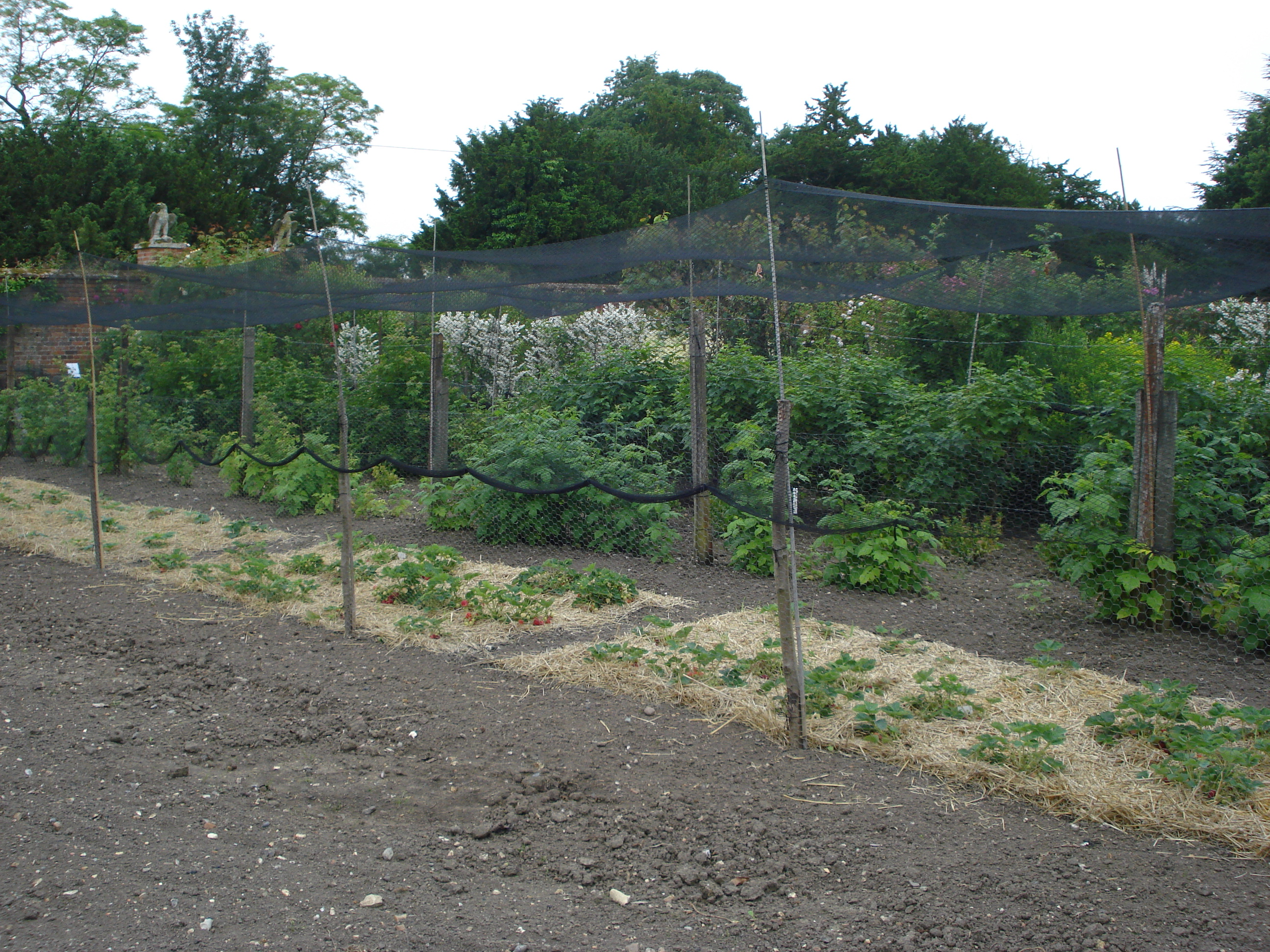
Užitková zahrada